# 天主教維琴察教區
天主教維琴察教區（拉丁語：Dioecesis Vicentina）是天主教會在義大利的一個教區。屬威尼斯宗主教區。

## 歷史
首次有文獻記載的主教出現590年。15世紀初聖母兩次在貝里科山顯現，因而被封為教區主保聖人之一。1464年教區主教當選教宗保祿二世。1566年教區修院啟用。1751年前屬由亞奎萊亞宗主教區轉屬烏迪內總教區，1818年改屬威尼斯宗主教區。

## 現況
教區範圍包括維琴察省大部、帕多瓦省和維羅納省小部，2010年有教友790,848人，佔轄區總人口92.4%。教區下轄354個堂區，有732名司鐸。現任教區主教為貝尼亞米諾·皮佐爾。